# 사승봉도
사승봉도(砂昇鳳島)는 인천광역시 옹진군 자월면에 있는 섬이다. 사도(砂島)라고도 한다. 현재는 관리인만 살고 있고, 섬은 사유지이다. 이곳에는 야영하기 좋은 넓은 백사장이 있다. 피서철에는 승봉도에서 배가 다녀서 올 수 있다.

## 같이 보기
- 옹진군 (인천광역시)